# Tabladiello
Tabladiello (en asturiano y oficialmente, Tabladieḷḷu) es una aldea de la parroquia asturiana de San Martín de Sierra, en el concejo de Cangas del Narcea, al norte de España, que está situada a 820 m s. n. m.. De acuerdo al INE de 2021, su población consta de 22 habitantes.
Dista 28 km de la capital del concejo.